# Kenan Evren
Pour les articles homonymes, voir Evren.
Kenan Evren, né le 17 juillet 1917 à Alaşehir et mort le 9 mai 2015 à Ankara, est un militaire et homme d'État turc. Il est chef de l'État de 1980 à 1989. Il est l’un des principaux instigateurs du coup d’état de 1980 qui conduit à la mise-en-place d’une dictature militaire de 1980 à 1983. En 2012, il est jugé pour « crime contre l’État » et condamné en 2014 à la prison à vie.

## Biographie

### Jeunesse et carrière militaire
Issu d'une famille originaire des Balkans, le jeune Kenan Evren sert dans l'armée à partir de 1938. Officier, il participe à la guerre de Corée en 1953 au sein de la brigade turque, avant d'être promu général en 1964. Enfin, en 1978, il devient chef de l'état-major de l'armée turque.

### Coup d'État
Le 12 septembre 1980, Evren dirige le coup d'État qui renverse le gouvernement du Premier ministre Süleyman Demirel, dissout le Parlement et suspend les libertés publiques. Placé à la tête du Conseil de sécurité nationale, il exerce les fonctions de chef de l'État.

Le Journal "Hürriyet" qui annonce le coup d'état.

### Présidence
Avec l'adoption de la Constitution en novembre 1982, il devient le septième président de la république de Turquie, fonction qu'il occupe jusqu'en novembre 1989.

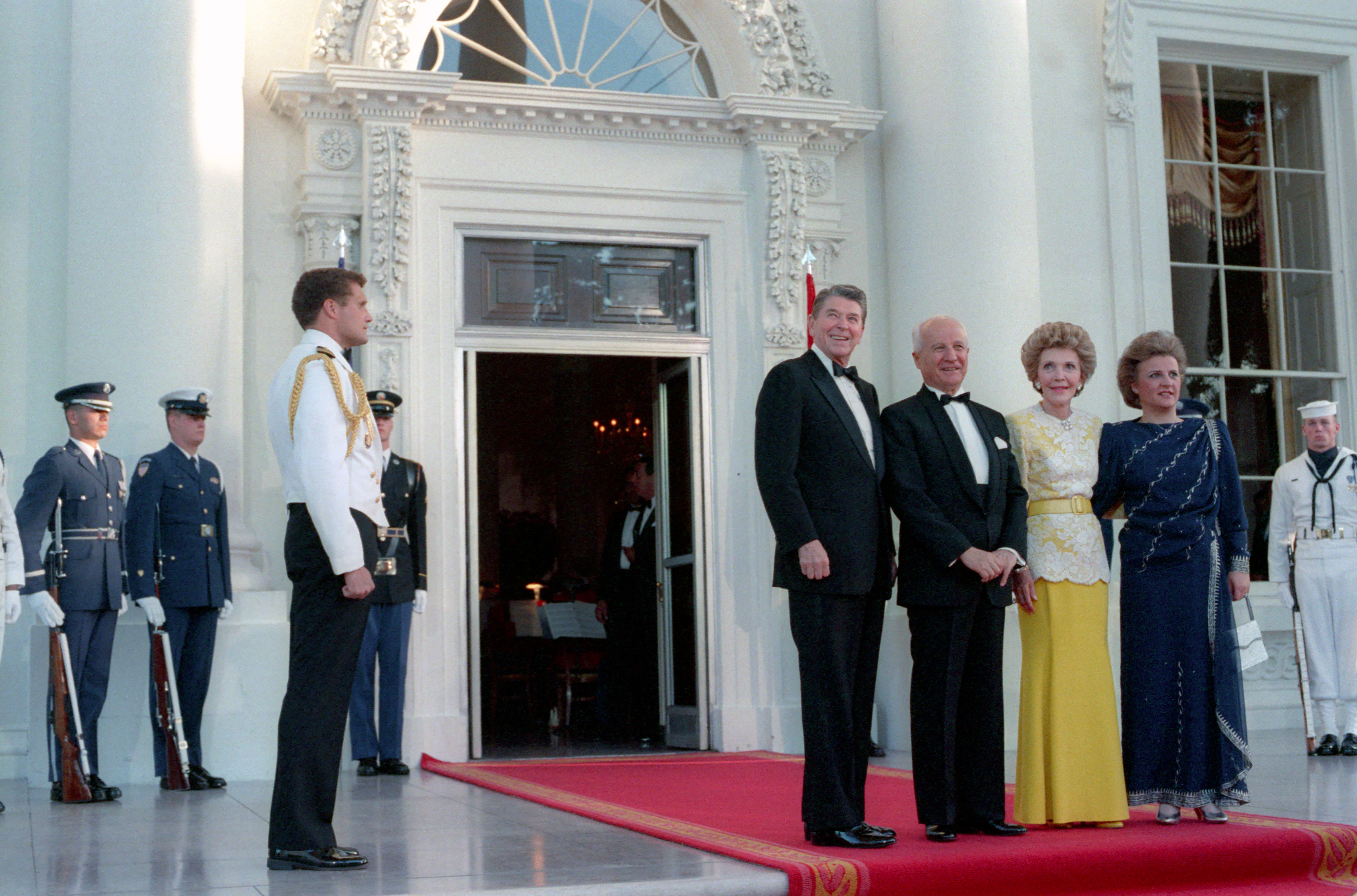
Le président Kenan Evren et sa fille Şenay Evren avec le président Ronald Reagan et sa femme Nancy Reagan (Juillet 1988)

### Les déclarations de 2007
En 2007, l'ancien commandant putschiste fait des déclarations qui surprennent aussi bien ses adversaires que ses amis, les médias et l'opinion publique. Tout en réitérant que le coup d'État de 1980 a été, de son point de vue, nécessaire, il affirme que l'interdiction de la langue kurde a été une erreur. Il ajoute même que tout enseignant travaillant dans les régions kurdes devait maîtriser la langue kurde. 
La même année, il affirme dans un entretien que la Turquie doit désormais passer à un système fédéral. Le pays devrait, d'après sa proposition, se composer de huit provinces : Ankara, İstanbul, İzmir, Adana, Erzurum, Diyarbakır, Eskişehir, Trabzon. Il affirme aussi que le Parti de la société démocratique (DTP), le parti pro-kurde, devrait pouvoir entrer et siéger à l'assemblée nationale, et que le barrage électoral de 10 % devrait être supprimé. 

### Condamnation
À la suite du putsch de 1980, des centaines de milliers de personnes sont arrêtées, environ 250 000 inculpées, 50 détenus sont exécutés, des dizaines d'autres personnes meurent en prison sous la torture et des dizaines de milliers de Turcs prennent le chemin de l'exil. Tout cela n'empêche pas Kenan Evren de vivre une retraite paisible jusqu'à la réforme de la Constitution voulue par le gouvernement Erdoğan en 2010, réforme qui supprime l'immunité judiciaire des militaires. Il est le premier putschiste jugé pour « crimes contre l'État » en avril 2012 et condamné en 2014 à la prison à vie. 

### Mort

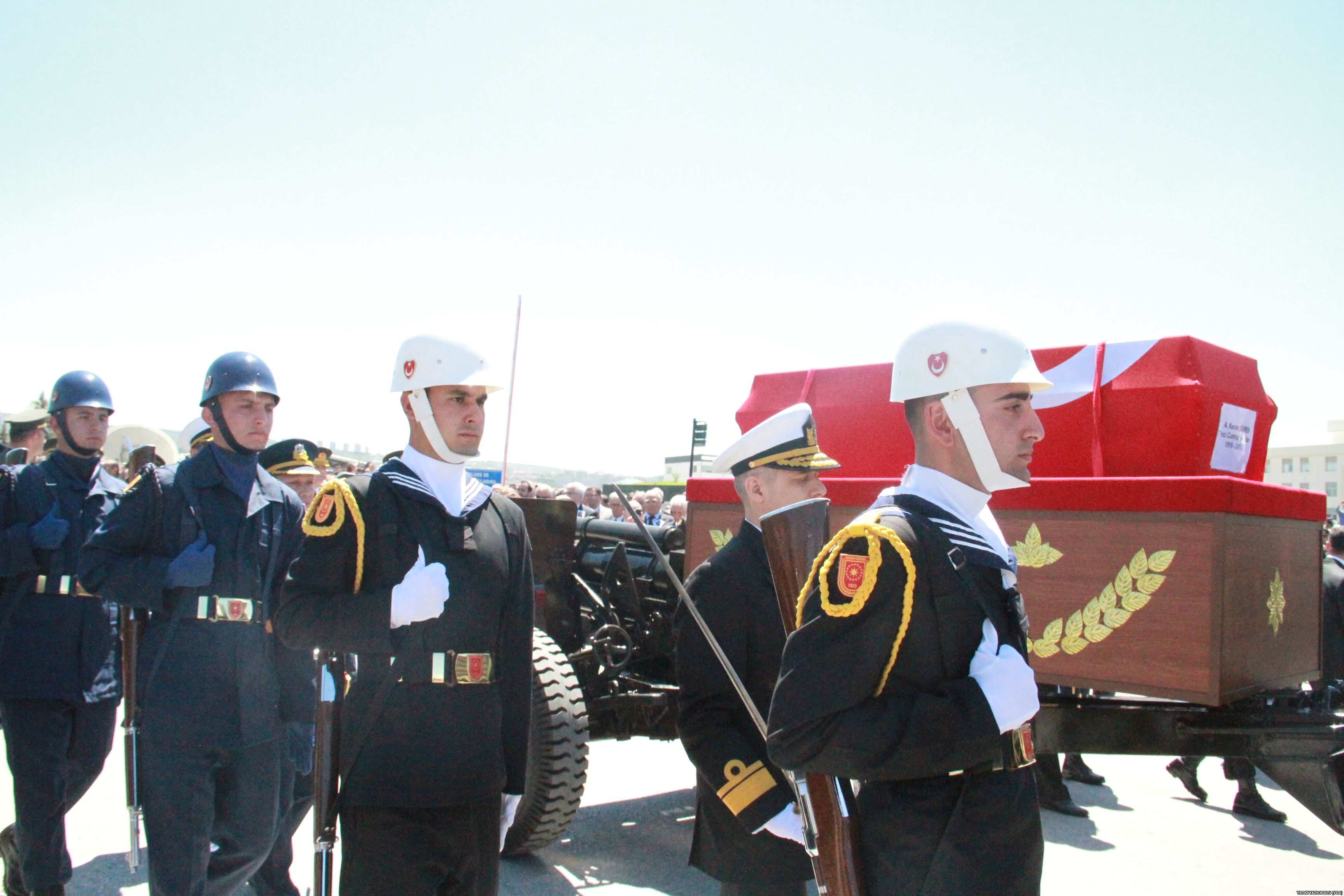
Funérailles nationales d'Evren, le 12 mai 2015.

Son état de santé se détériore à partir de 2009 et nécessite de nombreux soins. Placé sous respiration artificielle, il meurt le 9 mai 2015, à l'âge de 97 ans, dans un hôpital militaire d'Ankara.